# Danh sách quốc gia châu Đại Dương theo GDP trên người 2012
| over $102,400 $51,200–102,400 $25,600–51,200 | $12,800–25,600 $6,400–12,800 $3,200–6,400 | $1,600–3,200 $800–1,600 $400–800 | below $400 unavailable |

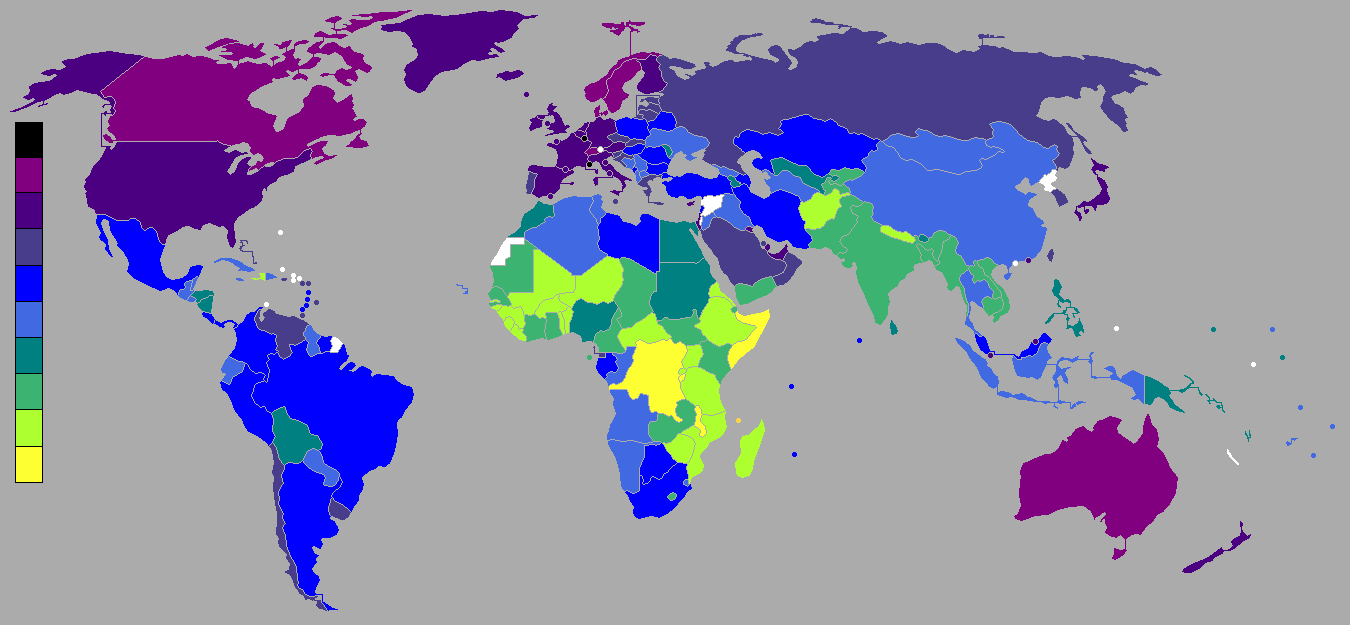
Các quốc gia theo GDP (danh nghĩa) trên người 2012 GDP.

Danh sách các quốc gia châu Đại Dương theo GDP trên người 2012 là bảng thống kê về GDP trên người 2012 của 22 quốc gia và vùng lãnh thổ thuộc châu Đại Dương. Ngoài 14 quốc gia độc lập, là thành viên của Liên Hợp Quốc, còn có các vùng lãnh thổ khác như: Quần đảo Cook, Niue, Guam, Quần đảo Bắc Mariana, Polynesia thuộc Pháp, Wallis và Futuna, New Caledonia và Samoa thuộc Mỹ. Trong danh sách này, Úc là quốc gia có thu nhập bình quân trên người cao nhất châu Đại Dương, với 67.036 USD/người, tiếp sau là New Zealand với 38.255 USD/người, Palau với 11.006 USD/người. Quốc gia có thu nhập bình quân trên người thấp nhất châu Đại Dương năm 2012 là Kiribati chỉ có 1.633 USD/người, xếp áp chót là Quần đảo Solomon với 1.763 USD/người.
Bảng thống kê được trích số liệu từ nguồn GDP trên người 2012 của Quỹ tiền tệ Quốc tế-IMF, những lãnh thổ hay quốc gia không được IMF thống kê, được bổ sung từ các nguồn Liên Hợp Quốc, Ngân hàng Thế giới-WB hay CIA Facebook.
| STT | Quốc gia             | GDP trên người (USD) | Tỉ lệ GDP trên người 2012 so với Việt Nam (%) | Tỉ lệ GDP trên người 2012 so với thế giới (%) |
| --- | -------------------- | -------------------- | --------------------------------------------- | --------------------------------------------- |
| 1   | Úc                   | 67.036               | 3.824,07                                      | 402,62                                        |
| 2   | New Zealand          | 38.255               | 2.182,26                                      | 229,76                                        |
| 3   | Papua New Guinea     | 2.217                | 126,47                                        | 13,32                                         |
| 4   | New Caledonia        | 38.869               | 2.217,29                                      | 233,45                                        |
| 5   | Polynesia thuộc Pháp | 26.113               | 1.489,62                                      | 156,84                                        |
| 6   | Fiji                 | 4.476                | 255,33                                        | 26,88                                         |
| 7   | Guam                 | 15.000               | 855,68                                        | 90,09                                         |
| 8   | Quần đảo Solomon     | 1.763                | 100,57                                        | 10,59                                         |
| 9   | Quần đảo Bắc Mariana | 12.500               | 713,06                                        | 75,08                                         |
| 10  | Vanuatu              | 3.142                | 179,24                                        | 18,87                                         |
| 11  | Samoa                | 7.858                | 448,26                                        | 47,20                                         |
| 12  | Samoa thuộc Mỹ       | 8.000                | 456,36                                        | 48,05                                         |
| 13  | Tonga                | 4.551                | 259,61                                        | 27,33                                         |
| 14  | Liên bang Micronesia | 3.165                | 180,55                                        | 19,01                                         |
| 15  | Palau                | 11.006               | 627,84                                        | 66,10                                         |
| 16  | Quần đảo Marshall    | 3.556                | 202,85                                        | 21,36                                         |
| 17  | Kiribati             | 1.633                | 93,16                                         | 9,81                                          |
| 18  | Nauru                | 12.022               | 685,80                                        | 72,20                                         |
| 19  | Wallis và Futuna     | 3.800                | 216,77                                        | 22,82                                         |
| 20  | Tuvalu               | 3.548                | 202,40                                        | 21,31                                         |
| 21  | Niue                 | 5.800                | 330,86                                        | 34,84                                         |
| 22  | Quần đảo Cook        | 14.918               | 851,00                                        | 89,60                                         |